# اللعنات المتعلقة بالرياضة
اللعنة المتعلقة بالرياضة هي اعتقاد خرافي في العمل الفعال لبعض القوى الخبيثة، والذي يستخدم لشرح إخفاقات أو فشل فرق رياضية معينة، أو لاعبين، أو حتى مدن. غالبًا ما تستشهد الفرق واللاعبون والمدن بـ «اللعنة» للعديد من الأشياء السلبية، مثل عدم قدرتهم على الفوز ببطولة رياضية، أو الإصابات غير المتوقعة.

## كرة القدم

### لعنة أبطال كأس العالم الأوروبيين
بدءًا من عام 2002، تم إقصاء الفائزين الأوروبيين بكأس العالم بشكل متكرر من مراحل المجموعات في كأس العالم التالية. اعتبارًا من عام 2018، أصبحت ألمانيا بطلة العالم الثالثة على التوالي التي خرجت من مراحل المجموعات في كأس العالم، والرابع في خمس مسابقات.
- وخرجت فرنسا الفائزة باللقب عام 1998 من دور المجموعات في عام 2002.[8]
- وخرجت إيطاليا الفائزة باللقب عام 2006 من دور المجموعات في عام 2010.[3][9][10][11]
- وخرجت إسبانيا الفائزة باللقب 2010 من دور المجموعات في 2014.[12]
- وخرجت ألمانيا الفائزة باللقب 2014 من دور المجموعات في 2018.[7][13][14]

كُسرت اللعنة في عام 2022 عندما تأهلت فرنسا الفائزة بنسخة 2018 (التي بدأت اللعنة بنفسها) إلى دور الـ16 بعد احتلالها المركز الأول في مجموعتها. في وقت لاحق، تقدموا إلى النهائي للمرة الرابعة لكنهم خسروا أمام الفائز بالنهائي الأرجنتين بركلات الترجيح.